# Dieta di Worms (1521)
La Dieta di Worms del 1521 fu, come ogni Dieta, un'assemblea dei principi del Sacro Romano Impero. Si tenne a Worms, in Germania, dal 28 gennaio al 25 maggio 1521, e fu presieduta dall'imperatore Carlo V .

## Storia
L'aspetto storicamente più rilevante della dieta fu l'audizione di Martin Lutero, convocato per ritrattare le sue tesi. Dal 16 al 18 aprile Lutero parlò davanti all'assemblea ma, invece di abiurare (ritirare le sue parole ritenute eretiche), difese la sua riforma del cristianesimo, che sarà successivamente denominata Riforma protestante.
Nel 1520 papa Leone X aveva emesso la bolla Exsurge Domine, richiedendo che Lutero ritrattasse quarantuno delle sue 95 tesi che criticavano la Chiesa. Lutero venne convocato dall'imperatore per comparire davanti alla Dieta Imperiale. Il principe Federico III, Elettore di Sassonia, ottenne che a Lutero, se si fosse presentato, sarebbe stato concesso un transito sicuro da e per il luogo dell'incontro. Tale garanzia era essenziale dopo il trattamento ricevuto da Jan Hus, che era stato processato e giustiziato al Concilio di Costanza del 1415, nonostante avesse un salvacondotto.

### Contesto
La Dieta, apertasi il 28 gennaio 1521, si concluse il 25 maggio: l'imperatore Carlo V si era trattenuto nella città fin dal 28 novembre 1520. L'alloggiamento dei partecipanti e dei loro accompagnatori era stato a carico dei cittadini. La città era tutta sottosopra, e  tre o quattro persone persero la loro vita, come riportato da un testimone dell'epoca, Dietrich Butzbach, il 7 marzo.
Il carnevale venne ignorato, la prostituzione era diffusa, venivano allestiti tornei e molti bevevano vino fino ad ubriacarsi e perfino a morirne. Il nunzio pontificio, Girolamo Aleandro, non era più sicuro dell'esito della Dieta, dopo che il 13 febbraio aveva sollecitato misure contro Lutero. Un potente intervento del cavaliere Franz von Sickingen pareva probabile. Il sentimento popolare della città era favorevole a Lutero ed una delle tipografie luterane diffuse fra la popolazione opere, documenti e pamphlet di Ulrich von Hutten.

### La difesa di Lutero
Di fronte alla Dieta riunita, Lutero fece numerose dichiarazioni in sua difesa, che sarebbero divenute celebri. Egli ammise la paternità degli scritti che portavano il suo nome, ma si rifiutò di abiurare i suoi insegnamenti. Egli sostenne che non poteva recedere a meno che non venisse convinto a farlo sola scriptura.
Lutero argomentò:
Questa argomentazione contrastava gli insegnamenti della Chiesa Cattolica Romana, secondo i quali la Chiesa è pilastro e fondamento della verità, e il deposito della fede include sia la Bibbia, come viene interpretata dalla Chiesa, sia le sacre tradizioni e dottrine di quest'ultima. Il concetto di Tradizione della Chiesa non comprende le soluzioni addotte dai privati teologi, ma implica il fatto che essa non ha mai "dogmaticamente", quindi autoritativamente e infallibilmente, contraddetto se stessa e che Lutero sbagliava nel tentare di seguire solo le Scritture, le quali, per l'insegnamento appunto tradizionale della Chiesa, hanno autorità in quanto attribuita loro dalla Chiesa stessa. (vedi: Canone della Bibbia e De praescriptione haereticorum di Tertulliano)

### Editto di Worms
Fu il nunzio pontificio alla Dieta, Girolamo Aleandro, a contribuire in modo rilevante alla stesura e alla proposta di quelle che poi furono le decisioni e le condanne contenute nel conclusivo Editto di Worms dell'8 maggio, ma promulgato il 25 maggio, una volta che la Dieta stessa fosse dichiarata conclusa. Questo editto dichiarava Lutero un fuorilegge e vietava la lettura o il possesso dei suoi scritti; permetteva inoltre a chiunque di uccidere Lutero senza subire conseguenze legali. Tale decisione provocò agitazione nei più moderati, in particolare in Erasmo da Rotterdam.
Lutero fu costretto a darsi per un breve periodo alla macchia, ma con il tempo il crescente sostegno pubblico in suo favore tra le popolazioni tedesche costrinse lo stesso imperatore a ritrattare quella deliberazione e a non attuare mai l'editto fino alle sue estreme conseguenze previste. Lutero continuò a chiedere la riforma fino alla sua morte, avvenuta nel 1546.

### Ulteriori decisioni
In queste sedute la questione divenuta più famosa fu la Causa Lutheri (o meglio "L'interrogatorio di Lutero"), alla fine quindi, il punto più significativo dell'ordine del giorno. Allora però questo era l'ultimo degli argomenti. Per l'imperatore presente vi erano altre questioni sulla futura amministrazione dell'impero che erano assai più importanti, così che la lotta del rapidamente crescente movimento non attirava più di tanto la sua attenzione. La conduzione dell'impero ed il finanziamento degli eserciti imperiali erano per lui le decisioni di maggior importanza, dai quali egli, a causa della minaccia dell'Impero ottomano, era particolarmente pressato.
Venne istituita una "reggenza imperiale" sotto il comando del fratello Ferdinando, che doveva rappresentare l'imperatore durante la sua assenza. Ciò avvenne a causa delle richieste dei principi tedeschi, da una parte come condizione per la sua nomina a re romano, cosicché gli toccò convocare una nuova convocazione della Commissione per la sua Capitulatio, dall'altra l'imperatore dovette procedere a tale istituzione, poiché egli era anche re di Spagna ed inoltre sovrano in un regno sul quale «non tramontava mai il sole»: per questo era prevedibile, che egli sarebbe stato frequentemente assente.
Il problema del finanziamento degli eserciti imperiali, un elenco degli introiti dei territori per definire i contributi di tasse e di partecipazione alla difesa, fu deciso. Questo costituì la base per il "tributo per la difesa dai Turchi".